# Iso Herajärvi (sjö i S:t Michel, Södra Savolax)
Iso Herajärvi är en sjö i kommunen S:t Michel i landskapet Södra Savolax i Finland. Arean är 42 hektar och strandlinjen är 4,1 kilometer lång. Sjön  ingår i Vuoksens huvudavrinningsområde.   Den ligger omkring 12 kilometer söder om S:t Michel och omkring 200 kilometer nordöst om Helsingfors. 